# Szehemhet

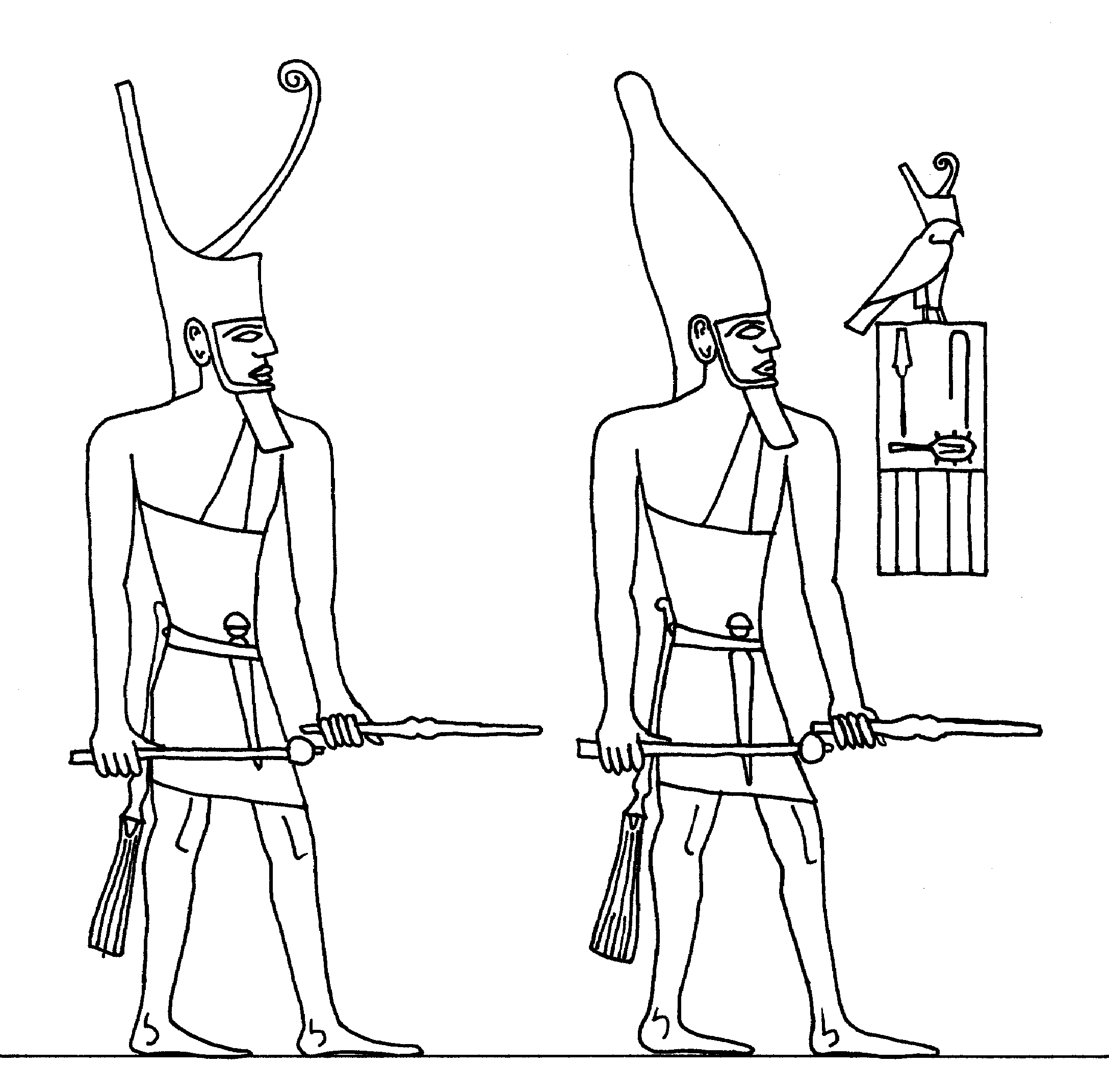
Szehemhet egy reliefje, amelyet a Sínai-félszigeten találtak

Szehemhet (ur.: kb. i. e. 2649 – i. e. 2643) ókori egyiptomi fáraó volt a III. dinasztia idején. Nevének jelentése Erős testű, Manethón listájában a Toszertaszisz névvel azonosítható a torinói papirusz Dzsószerteti névalakja után, Sextus Iulius Africanusnál Türeisz. A rendelkezésre álló adatok szerint hat évig uralkodott.

## Személye
1951 előtt csak a Vádi Magara (Sínai-félsziget) két feliratos emlékéből származott nevének ismerete. Azóta több helyről előkerültek Szehemhet pecsétnyomói és más feliratos emlékei. Az V. dinasztia korából származik az Abu-Szír papirusz, amelyben Teti nevét említik. A papirusz szerint Szehemhet halotti templomát Noferirkaré fejezte be.
Elephantiné (ókori Abu) szigetén több feliratban Szehemhet Nebti-nevét vélik felfedezni. Jean Pierre Pätznik egy ilyen Nebti-név mellett megtalálta Szehemhet szerehjét is. (Ennek rajza látható az infobox képmezőjében.)
A legtöbb egyiptológus szerint Dzsószer testvére lehetett. E feltételezésre viszont sokkal több bizonyíték nincs, mint hogy a Dzsószer-piramis közelében építette saját sírját, valamint a sír alépítménye összevethető Dzsószerével. Közvetett bizonyítéknak tekinthető, hogy a sírépítészet fejlődésében közvetlenül a Dzsószer után következő szakaszt képviseli, valamint a sínai-félszigeti reliefeken Dzsószerhez nagyon hasonló stílusban ábrázolták. Jelvényei, ruházata és az egyéb kellékek is összevethetők az elődével. Egy graffiti szerint a sírépítő munkások közvetlenül Imhotep építkezéséről jöttek Szehemhet piramisát építeni. A kor alapján nagyon valószínű, hogy az itt említett Imhotep azonos a Dzsószer-piramis tervező-kivitelezőjével.
Szehemhet Wolfgang Helck szerint feleségül vett Dzsószeranhnebti nevű királynőt. Ez a név több elefántcsont tárgyon megjelenik, amelyeket Szehemhet piramisának kamráiban találtak.
Uralkodásának időtartamát tekintve sincs egyetértés. Myriam Wissa a piramis befejezetlen állapotára utalva hat évet valószínűsít. A torinói királylista szerint szintén hat év. Manethón azonban Türeisz uralkodására hét évet ad meg. Nabil Swelim szerint – mivel Manethón és Africanus listáján a Toszertaszisz név is azonosítható Szehemhettel – 19 évben határozza meg a regnálás idejét, összeadva Türeisz és Toszertaszisz adatait. Ez az álláspont jelenleg kevéssé támogatott.

## Sírja
Zakaria Goneim ásatásáig erről az uralkodóról semmit sem lehetett tudni, a jelenlegi ismeretek is jórészt a piramisköret feltárásából származnak, ezért töredékesek. Eredetileg az I. dinasztiabeli Szemerkhetnek tulajdonították az épületet. A piramisát Szakkarában kezdte építeni, nem messze elődje, Dzsószer sírjától.
Szehemhet sírja nem készült el, valószínűleg nem itt temették el. Lezárt – de üres – koporsója háborítatlanul került elő a sírkamrából.

## Titulatúra
A fáraók titulatúrájának magyarázatát és történetét lásd az Ötelemű titulatúra szócikkben.
| G5 |

| G5 |

| S29 · S42 · F32 |

| S29 · S42 · F32 |

| S29 · S42 · F32 |

| S29 · S42 · F32 |

| G5 |

| G5 |

| S29 · S42 · F32 |

| S29 · S42 · F32 |

| S29 · S42 · F32 |

| S29 · S42 · F32 |

| G16 |

| G16 |

| R4 · r · n |

| R4 · r · n |

| G16 |

| G16 |

| R4 · r · n |

| R4 · r · n |

| M23 | L2 |

| M23 | L2 |

| R4 · D21 · n |

| R4 · D21 · n |

| R4 · D21 · n |

| R4 · D21 · n |

| R4 · D21 · n |

| R4 · D21 · n |

| R4 · D21 · n |

| R4 · D21 · n |

| M23 | L2 |

| M23 | L2 |

| R4 · D21 · n |

| R4 · D21 · n |

| R4 · D21 · n |

| R4 · D21 · n |

| R4 · D21 · n |

| R4 · D21 · n |

| R4 · D21 · n |

| R4 · D21 · n |

Névváltozatok:
|             |         |   |
| \| \| \| \| |         |   |
|             |         |   |
| D45         | X1 · X1 | i |

| D45 | X1 · X1 | i |

|             |         |   |
| \| \| \| \| |         |   |
|             |         |   |
| D45         | X1 · X1 | i |

| D45 | X1 · X1 | i |

|             |         |   |
| \| \| \| \| |         |   |
|             |         |   |
| D45         | X1 · X1 | i |

| D45 | X1 · X1 | i |

|             |         |   |
| \| \| \| \| |         |   |
|             |         |   |
| D45         | X1 · X1 | i |

| D45 | X1 · X1 | i |

|          |   |
| \| \| \| |   |
|          |   |
| t · t    | i |

| t · t | i |

|          |   |
| \| \| \| |   |
|          |   |
| t · t    | i |

| t · t | i |

|          |   |
| \| \| \| |   |
|          |   |
| t · t    | i |

| t · t | i |

|          |   |
| \| \| \| |   |
|          |   |
| t · t    | i |

| t · t | i |

|             |         |    |
| \| \| \| \| |         |    |
|             |         |    |
| D45 · D21   | X1 · Z4 | G7 |

| D45 · D21 | X1 · Z4 | G7 |

|             |         |    |
| \| \| \| \| |         |    |
|             |         |    |
| D45 · D21   | X1 · Z4 | G7 |

| D45 · D21 | X1 · Z4 | G7 |

|             |         |    |
| \| \| \| \| |         |    |
|             |         |    |
| D45 · D21   | X1 · Z4 | G7 |

| D45 · D21 | X1 · Z4 | G7 |

|             |         |    |
| \| \| \| \| |         |    |
|             |         |    |
| D45 · D21   | X1 · Z4 | G7 |

| D45 · D21 | X1 · Z4 | G7 |